# Mikroregion Cametá

Mikroregion Cametá

Mikroregion Cametá – mikroregion w brazylijskim stanie Pará należący do mezoregionu Nordeste Paraense. Ma powierzchnię 16.144,6 km²

## Gminy
- Abaetetuba
- Baião
- Cametá
- Igarapé-Miri
- Limoeiro do Ajuru
- Mocajuba
- Oeiras do Pará